# Warren Foegele
Warren Foegele (né le 1er avril 1996 à Markham, dans la province de l'Ontario, au Canada) est un joueur professionnel canadien de hockey sur glace qui évolue au poste d'ailier gauche.

## Biographie
Foegele nait le 1er avril 1996 à Markham en Ontario. Il est le fils de George et Leslie Foegele et le frère cadet de Reese.
Il joue à l'université du New Hampshire après avoir évolué au St. Andrew's College. En 2014, il est sélectionné à la 67e position du repêchage d'entrée dans la LNH par les Hurricanes de la Caroline. Il rejoint les Frontenacs de Kingston de la Ligue de hockey de l'Ontario pour la saison 2015-2016. Il commence la saison suivante pour les Frontenacs avant d'être échangé début janvier 2017 aux Otters d'Érié contre Brett Neumann. Les Otters gagnent les séries éliminatoires de la LHO et Foegele, qui termine avec 13 buts, 13 aides pour 26 points, remporte le trophée Wayne-Gretzky 99 remis au meilleur joueur des séries.
En 2017, il rejoint les Checkers de Charlotte, club-école des Hurricanes dans la Ligue américaine de hockey. En janvier 2018, avec 20 buts, il est le meilleur rookie et le troisième buteur de la LAH ce qui lui permet d'être sélectionné pour disputer le match des étoiles. Le 25 mars, il est rappelé par les Hurricanes et débute dans la Ligue nationale de hockey. Pour ce premier match dans la LNH, il marque ses premiers points avec un but et une passe lors de la victoire 4-1 contre les Sénateurs d'Ottawa. Il joue un deuxième match avec les Hurricanes où il marque un nouveau but, puis rejoint les Checkers pour la fin de saison et les séries éliminatoires de la LAH à l'issue desquelles Foegele est élu meilleur rookie de l'équipe alors que Charlotte est éliminée au deuxième tour.
Après un camp d'entraînement et une pré-saison convaincante où il marque sept points en neuf matches, Foegele est admis dans l'effectif des Hurricanes pour la saison 2018-2019. Ses débuts au sein d'une ligne formée avec Jordan Staal et Justin Williams le voient marquer trois buts et deux aides lors de ses sept premiers matches. Le 18 avril 2019, il bat un record de franchise en marquant le but le plus rapide en séries après 17 secondes de jeu contre les Capitals de Washington, record précédemment détenu depuis 2002 par Erik Cole.

## Statistiques
| Saison     | Équipe                    | Ligue       |     | Saison régulière | Saison régulière | Saison régulière | Saison régulière | Saison régulière  |                   | Séries éliminatoires | Séries éliminatoires | Séries éliminatoires | Séries éliminatoires | Séries éliminatoires |
| Saison     | Équipe                    | Ligue       | PJ  | B                | A                | Pts              | Pun              | PJ                | B                 | A                    | Pts                  | Pun                  |                      |                      |
| 2014-2015  | Wildcats du New Hampshire | Hockey East | 34  | 5                | 11               | 16               | 26               |                   |                   |                      |                      |                      |                      |                      |
| 2015-2016  | Wildcats du New Hampshire | Hockey East | 5   | 0                | 1                | 1                | 4                |                   |                   |                      |                      |                      |                      |                      |
| 2015-2016  | Frontenacs de Kingston    | LHO         | 52  | 13               | 35               | 48               | 44               | 9                 | 8                 | 2                    | 10                   | 12                   |                      |                      |
| 2016-2017  | Frontenacs de Kingston    | LHO         | 28  | 11               | 20               | 31               | 20               | -                 | -                 | -                    | -                    | -                    |                      |                      |
| 2016-2017  | Otters d'Érié             | LHO         | 33  | 16               | 16               | 32               | 20               | 22                | 13                | 13                   | 26                   | 25                   |                      |                      |
| 2017-2018  | Checkers de Charlotte     | LAH         | 73  | 28               | 18               | 46               | 40               | 8                 | 0                 | 3                    | 3                    | 12                   |                      |                      |
| 2017-2018  | Hurricanes de la Caroline | LNH         | 2   | 2                | 1                | 3                | 0                | -                 | -                 | -                    | -                    | -                    |                      |                      |
| 2018-2019  | Hurricanes de la Caroline | LNH         | 77  | 10               | 5                | 15               | 20               | 15                | 5                 | 4                    | 9                    | 6                    |                      |                      |
| 2019-2020  | Hurricanes de la Caroline | LNH         | 68  | 13               | 17               | 30               | 34               | 8                 | 1                 | 0                    | 1                    | 2                    |                      |                      |
| 2020-2021  | Hurricanes de la Caroline | LNH         | 53  | 10               | 10               | 20               | 20               | 10                | 1                 | 1                    | 2                    | 10                   |                      |                      |
| 2021-2022  | Oilers d'Edmonton         | LNH         | 82  | 12               | 14               | 26               | 24               | 13                | 0                 | 1                    | 1                    | 2                    |                      |                      |
| 2022-2023  | Oilers d'Edmonton         | LNH         | 67  | 13               | 15               | 28               | 28               | 12                | 2                 | 1                    | 3                    | 16                   |                      |                      |
| 2023-2024  | Oilers d’Edmonton         | LNH         | 82  | 20               | 21               | 41               | 47               | 22                | 3                 | 5                    | 8                    | 25                   |                      |                      |
| 2024-2025  | Kings de Los Angeles      | LNH         | 82  | 24               | 22               | 46               | 24               | Saison en cours ? | Saison en cours ? | Saison en cours ?    | Saison en cours ?    | Saison en cours ?    |                      |                      |
| Totaux LNH | Totaux LNH                | Totaux LNH  | 513 | 104              | 105              | 209              | 197              | 80                | 12                | 12                   | 24                   | 61                   |                      |                      |

## Trophées et honneurs personnels

### Ligue de hockey de l'Ontario
- 2017 : remporte le trophée Wayne-Gretzky 99

### Ligue américaine de hockey
- 2018 : participe au Match des étoiles de la LAH